# Nansen (kráter na Měsíci)

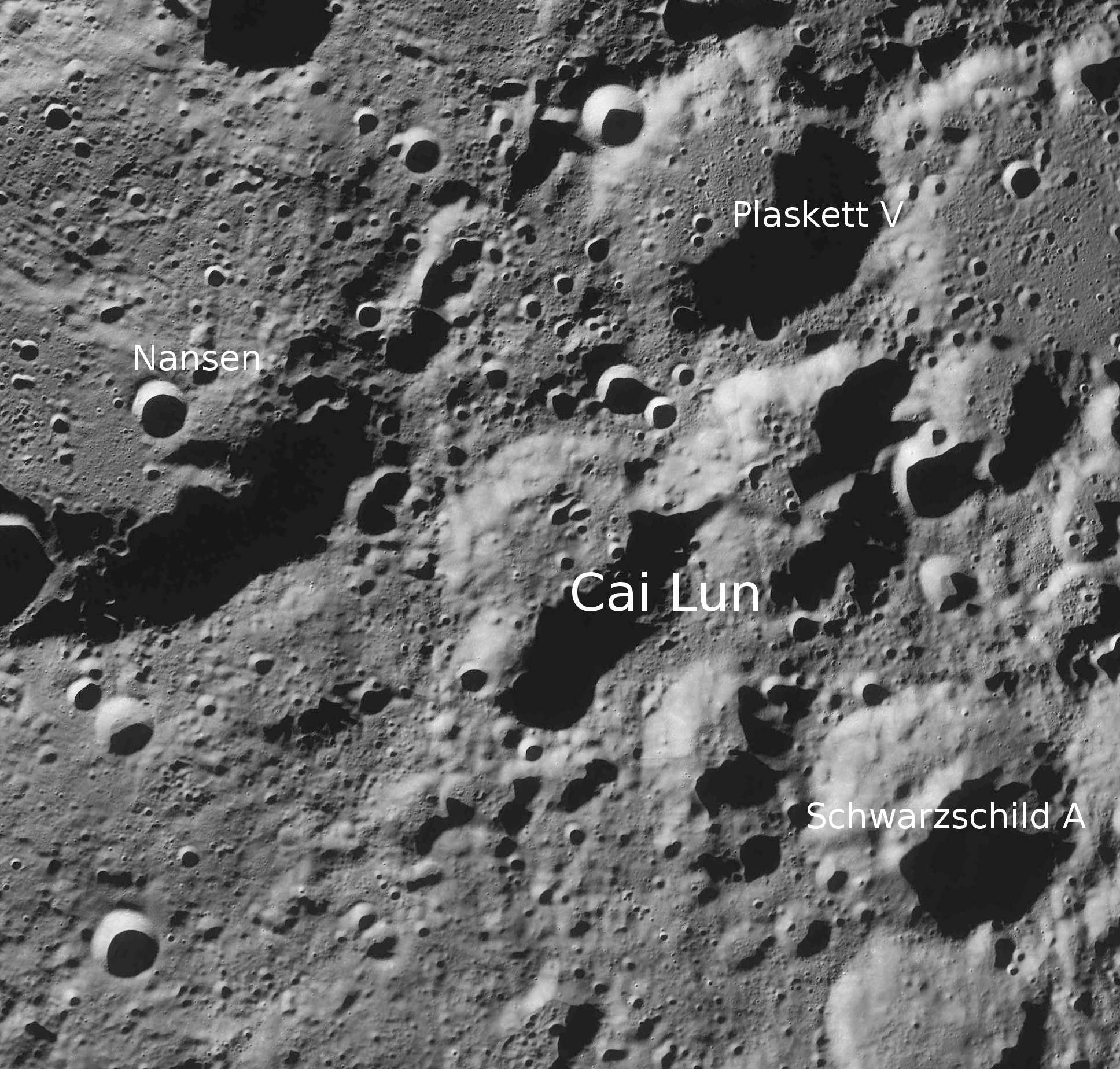
Kráter Nansen a okolí

Nansen je rozlehlý impaktní kráter nacházející se v severní polární oblasti Měsíce. Leží v tzv. librační zóně, ale ze Země je špatně pozorovatelný. Má průměr 122 km, což jej řadí mezi tzv. valové roviny. Jeho okrajový val je poznamenán četnými impakty, které zde vytvořily další krátery. Větší z nich jsou situovány na západním i jižním okraji. Kráter na severním okraji byl v roce 2009 pojmenován Mezinárodní astronomickou unií jako Houssay. Východně leží kráter Cai Lun.

## Název
Pojmenován byl v roce 1964 na počest norského polárního badatele, vědce a diplomata Fridtjofa Nansena.

## Satelitní krátery
V okolí kráteru se nachází několik dalších kráterů. Ty byly označeny podle zavedených zvyklostí jménem hlavního kráteru a velkým písmenem abecedy.
| Nansen | Sel. šířka | Sel. délka | Průměr |
| ------ | ---------- | ---------- | ------ |
| A      | 82.8° S    | 63.0° V    | 46 km  |
| C      | 83.2° S    | 55.5° V    | 34 km  |
| D      | 83.8° S    | 64.0° V    | 21 km  |
| E      | 83.3° S    | 71.0° V    | 15 km  |
| F      | 84.7° S    | 60.0° V    | 62 km  |
| U      | 81.6° S    | 81.4° V    | 16 km  |